# Shallow Be Thy Game
«Shallow Be Thy Game» — пісня американського рок-гурту Red Hot Chili Peppers, четвертий сингл з альбому One Hot Minute. Сингл був виданий лише на території Австралії, також це єдиний сингл з альбому для якого не було знято музичне відео (через статус промо-синглу). В чарті синглів Австралії «Shallow Be Thy Game» досяг 88 позиції. 
Текст пісні містить пряму полеміку на адресу традиційної релігії, автор пісні: Ентоні Кідіс, відкрито знущається над догматами. 
Незважаючи на статус синглу, пісня рідко виконувалась під час туру One Hot Minute Tour, а починаючи з 1996 року музиканти зовсім ніколи не грали її на своїх концертах.

## Список композицій
CD-сингл (1996)
1. «Shallow Be Thy Game»
2. «Walkabout»
3. «Suck My Kiss» (Live in Rotterdam)